# デジロML

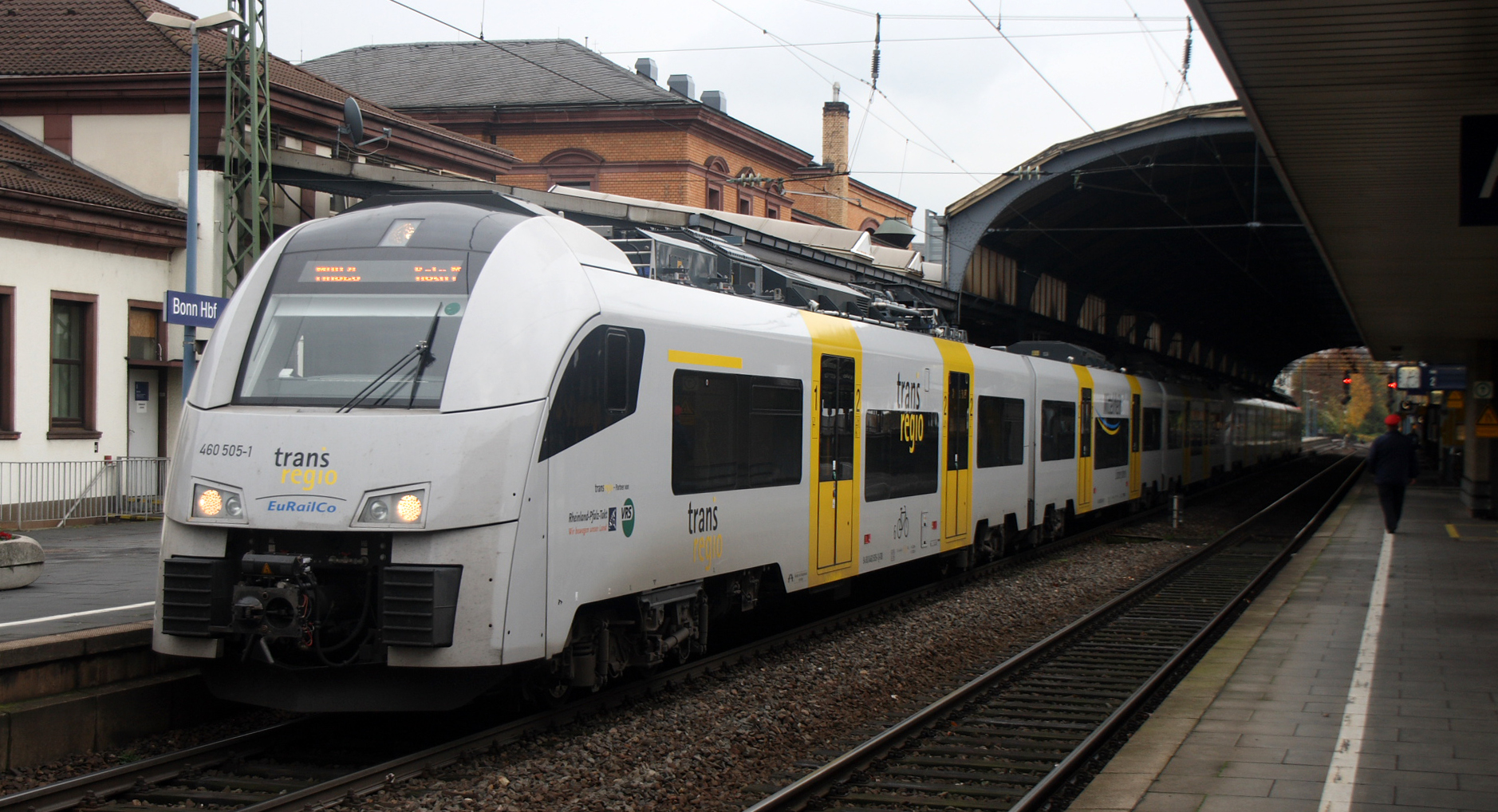
デジロMLの習熟運転、ボン中央駅にて

デジロML(Desiro ML)とは、シーメンスが開発した非連接電車列車のコンセプトモデルである。
MLとは幹線（英語:mainline)に由来する。現在、3両×17編成がドイツで運行されており、さらに2009年秋以降、ベルギー国鉄のAM08系電車として3両×305編成が製造中にある。

## 車両
デジロMLはそのモジュール設計により、地域ごとの需要に適合させることができる。編成は2〜4両が可能で、120席から384席の座席を配置することができ、また、床高さは高さ600/800/1000mmのプラットフォームにあわせることができる。各車両には1.3m幅の低床扉が複数あり、扉間の客席も低床である。通勤用としても地域用としても用いることができる。バリアフリー対応のスロープや車両間の通路を含む客室の配置や、その数についての設計は変更でき、列車の長さも49mから282m（重連の場合）までのバリエーションがある。台車は2次ばねが空気ばねで、最小半径80mまでの曲線通過性能を持つ。オプションの一等席は8席で、うち2席にはノートパソコン用のコンセントが設置されている。また、おむつ換え台とハンドドライヤーつきの障害者対応の便所を追加可能である。保安用の客室監視カメラも設置可能で、客室は空調つきである。扉は視覚表示と音響による警報とともに、乗客が最後に触れてから10秒で閉じる。車体は、将来EUから要求されるであろう衝突安全性基準を満たしている。
気動車バージョンもあり、また、いくつかの軌間にも対応している。

## メーカー
製造所は、シーメンスの一部門であるシーメンス・モビリティの、クレーフェルト工場である。試運転はシーメンスが所有するドイツ・ノルトライン＝ヴェストファーレン州のヴィルデンラート試験線で行われた。ベルギー向けのものはクレーフェルト工場のほか一部がボンバルディアの工場で作られる。ロシア向けの38編成もクレーフェルトで製作されるが、追加注文の16編成は一部がロシアで現地生産される予定である。

## 運行事業体

### ベルギー
3両×305編成が2011年から〜2016年にかけて搬入され、ブリュッセルの地域急行鉄道網で使用される。

### ドイツ
3両×17編成がアルファ・トレインズが運営するドイツのライン川西岸鉄道で運行されている。

### オーストリア
2010年4月にウィーンのSバーンなどの増強及び4020系電車の置き換え用に200編成供給の基本的合意がなされた。電車は3両編成で二等席が217席ある。

### ロシア
ロシア鉄道は、2014年ソチオリンピックにむけ54編成の広軌用車両を2009年11月に発注した。オリンピック会場へのアクセス鉄道の40‰の勾配にも対応している。オリンピックの会期終了後はソチ以外での使用も考慮されており、-40℃までの耐寒性能を持つ。2M3Tの5両編成で、軌間は1520mm、編成全長は126.64m、1編成あたりの自重は260t、軸重は19t以内、最高速度は160km/h、1時間定格出力: 2,550 kW、電気方式は直流3kVと交流25kVに対応、1編成あたりの座席定員は466人、立席定員は379人、低床部分は無く、床高さはレール面上から1,400 mmの予定である。愛称は「ツバメ」を意味するラーストチカと決まった。